# Hirooki Arai
Hirooki Arai (荒井広宙?, Arai Hirooki; Wajima, 18 maggio 1988) è un marciatore giapponese.
In carriera vanta una medaglia di bronzo nella marcia 50 km ai Giochi olimpici di Rio de Janeiro 2016.

## Biografia
Nella marcia 50 km dei Giochi olimpici di Rio de Janeiro 2016 ottenne la medaglia di bronzo con il tempo di 3h41'24". Dopo la gara venne inizialmente squalificato per danneggiamento, a seguito di un ricorso presentato dalla squadra canadese di Evan Dunfee. Nell'ultima parte di gara il giapponese si era infatti urtato con uno sfinito Dunfee, poi arrivato quarto, ed aveva approfittato del momento di crisi dell'avversario per tagliare il traguardo alle spalle di Matej Tóth e Jared Tallent. A seguito di un contro reclamo della federazione giapponese la squalifica ad Arai venne revocata.

## Palmarès
| Anno | Manifestazione  | Sede           | Evento       | Risultato | Prestazione | Note                                     |
| ---- | --------------- | -------------- | ------------ | --------- | ----------- | ---------------------------------------- |
| 2011 | Mondiali        | Taegu          | Marcia 50 km | 9º        | 3h48'40"    | Miglior prestazione personale            |
| 2013 | Mondiali        | Mosca          | Marcia 50 km | 11º       | 3h45'56"    | Miglior prestazione personale            |
| 2015 | Mondiali        | Pechino        | Marcia 50 km | 4º        | 3h43'44"    |                                          |
| 2016 | Giochi olimpici | Rio de Janeiro | Marcia 50 km | Bronzo    | 3h41'24"    | Miglior prestazione personale stagionale |
| 2017 | Mondiali        | Londra         | Marcia 50 km | Argento   | 3h41'17"    | Miglior prestazione personale stagionale |